# Châtenoy-en-Bresse
Châtenoy-en-Bresse [ʃatnwa ɑ̃ bʁɛs] ist ein Dorf und eine Gemeinde mit 1.098 Einwohnern (Stand: 1. Januar 2022) im französischen Département Saône-et-Loire in der Region Bourgogne-Franche-Comté. Die Gemeinde gehört zum Arrondissement Chalon-sur-Saône und zum Kanton Ouroux-sur-Saône, die Bewohner werden Châtenoyens und Châtenoyennes genannt.

## Geografie
Châtenoy-en-Bresse liegt etwa vier Kilometer ostnordöstlich von Chalon-sur-Saône. Die Saône begrenzt die Gemeinde im Norden. Umgeben wird Châtenoy-en-Bresse von den Nachbargemeinden Crissey im Norden und Nordwesten, Sassenay im Norden und Nordosten, Allériot im Osten, Oslon im Süden und Südosten, Saint-Marcel im Süden und Südwesten sowie Chalon-sur-Saône im Westen.

## Bevölkerungsentwicklung
| Jahr                       | 1962 | 1968 | 1975 | 1982 | 1990 | 1999 | 2006 | 2013 | 2020 |
| Einwohner                  | 376  | 437  | 557  | 605  | 686  | 821  | 917  | 1057 | 1095 |
| Quellen: Cassini und INSEE |      |      |      |      |      |      |      |      |      |

## Sehenswürdigkeiten

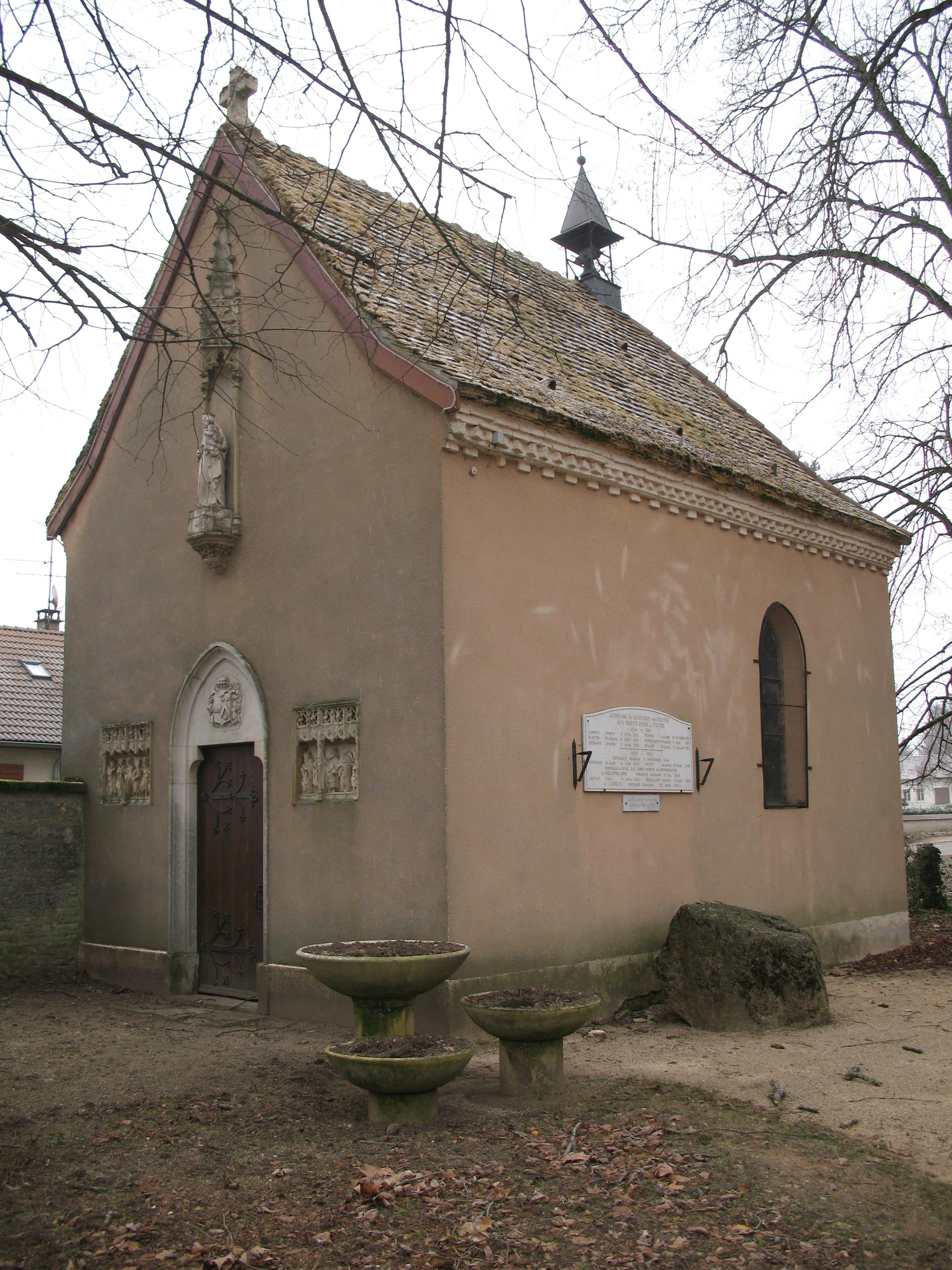
Kapelle

- Schloss Châtenoy aus dem 17. Jahrhundert, heutige Mairie im Erdgeschoss
- Kapelle

## Verkehr
Die Departementsstraße D 673 (ehemalige Nationalstraße N 83bis) durchquert das Gemeindegebiet und verbindet es im Südwesten mit Chalon-sur-Saône und mit Dole im Nordosten. Linienbusse der Firma ZOOM bedienen die Anbindung der Gemeinde an Chalon-sur-Saône.